# 弓姓
弓姓是中國的姓氏之一，百家姓中排在224名。

## 起源
- 出自姬姓。魯大夫叔弓之後。

## 名人
- 弓林，新末後漢初人
- 弓祤，三國時代人，任博陵太守。
- 張蚝，本姓弓，上黨郡泫氏縣（今山西高平市）人。十六國時期前秦重要將領。
- 弓嗣初，唐朝咸亨年間狀元。
- 弓元，明朝人，中進士。
- 弓克：二十一世紀國學一《 明學》創始人

## 地望分佈
- 山西省太原市附近
- 四川省青川县附近

## 延伸阅读
[在维基数据编辑]
 《百家姓》
 《欽定古今圖書集成·明倫彙編·氏族典·弓姓部》，出自陈梦雷《古今圖書集成》